# Vriesea pauperrima
Vriesea pauperrima là một loài thuộc chi Vriesea. Đây là loài đặc hữu của Brasil.